# Gregg Toland
Gregg Toland (* 29. Mai 1904 in Charleston, Illinois; † 28. September 1948 in Santa Monica, Kalifornien) war ein einflussreicher US-amerikanischer Kameramann, der insbesondere für seine innovative Arbeit an Citizen Kane von Orson Welles bekannt wurde.

## Leben
Toland besuchte zunächst die Schule, ging jedoch mit 15 Jahren nach Hollywood, wo er als Botenjunge arbeitete. Nach einiger Zeit nahm er eine Stelle als Kameraassistent bei Al St. John an. Ab 1926 arbeitete Toland bei MGM. Dort fungierte er als Kameraassistent von Arthur Edeson. Zum ersten Mal als Kameramann genannt wurde Toland in This Is Heaven von Regisseur Alfred Santell im Jahr 1929. Mit seinem Co-Kameramann George Barnes aus This Is Heaven entwickelte Toland den „Blimp“, ein geräuschdämpfendes Gehäuse für Kameras. 1931 wurde Toland Chefkameramann. 
Seine Arbeiten an Filmen wie Die Elenden aus dem Jahr 1935 oder Sturmhöhe mit Laurence Olivier aus dem Jahr 1939 machten Toland zum gefragten Kameramann. Er arbeitete mit Regisseuren wie Rouben Mamoulian, John Ford, William Wyler und Richard Boleslawski zusammen.  
Tolands Kameraführung orientierte sich am deutschen Expressionismus mit seiner kontrastreichen Szenenausleuchtung. Dazu ließ er sich für spezielle Aufnahmen verschiedene Optiken herstellen. Hoch gelobt wurde von Kritikern Tolands Arbeit an Citizen Kane, die hier ihren stilistischen Höhepunkt fand. Während seiner erfolgreichsten Schaffensperiode zwischen 1935 und 1942 wurde er sechs Mal für einen Oscar nominiert. Er gewann ihn 1940 für Sturmhöhe.
Gregg Toland starb 1948 an Herzversagen. Sein Grab befindet sich auf dem Hollywood Forever Cemetery. 2003 wurde er bei einer Umfrage der International Cinematographers Guild unter ihren Mitgliedern in die Top 11 der wichtigsten Kameramänner der Filmgeschichte gewählt.

## Filmografie (Auswahl)
- 1926: Entfesselte Elemente (The Winning of Barbara Worth)
- 1929: Flucht von der Teufelsinsel (Condemned!)
- 1929: Bulldog Drummond – Regie: F. Richard Jones
- 1929: The Trespasser – Regie: Edmund Goulding
- 1930: Raffles – Regie: George Fitzmaurice
- 1930: Whoopee! – Regie: Thornton Freeland
- 1931: Indiscreet – Regie: Leo McCarey
- 1931: Street Scene – Regie: King Vidor
- 1932: Man Wanted – Regie: William Dieterle
- 1932: Der falsche Torero (The Kid from Spain)
- 1933: Die Hafen-Annie (Tugboat Annie) – Regie: Mervyn LeRoy
- 1934: Heirate nie beim ersten Mal (Forsaking All Others) – Regie: W. S. van Dyke
- 1935: The Wedding Night – Regie: King Vidor
- 1935: Die Elenden (Les Misérables) – Regie: Richard Boleslawski
- 1935: Der Weg im Dunkel (The Dark Angel) – Regie: Sidney Franklin
- 1936: Geliebter Rebell (Beloved Enemy) – Regie: Henry C. Potter
- 1936: Infame Lügen (These Three) – Regie: William Wyler
- 1936: Nimm, was du kriegen kannst (Come and Get It) – Regie: Howard Hawks, William Wyler
- 1937: Virginia auf Männerfang (Woman Chases Man) – Regie: James G. Blystone
- 1937: Sackgasse (Dead End) – Regie: William Wyler
- 1937: … und ewig siegt die Liebe (History Is Made at Night) – Regie: Frank Borzage
- 1938: Entführt (Kidnapped) – Regie: Otto Preminger
- 1938: The Goldwyn Follies – Regie: George Marshall
- 1938: Mein Mann, der Cowboy (The Cowboy and the Lady) – Regie: Henry C. Potter
- 1939: Musik fürs Leben (They Shall Have Music) – Regie: Archie Mayo
- 1939: Sturmhöhe (Wuthering Heights) – Regie: William Wyler
- 1939: Intermezzo (Intermezzo, a Love Story) – Regie: Gregory Ratoff
- 1940: Geächtet (The Outlaw) – Regie: Howard Hughes
- 1940: Der lange Weg nach Cardiff (The Long Voyage Home) – Regie: John Ford
- 1940: Früchte des Zorns (The Grapes of Wrath) – Regie: John Ford
- 1940: Der Westerner (The Westerner) – Regie: William Wyler
- 1941: Citizen Kane – Regie: Orson Welles
- 1941: Die kleinen Füchse (The Little Foxes) – Regie: William Wyler
- 1941: Die merkwürdige Zähmung der Gangsterbraut Sugarpuss (Ball of Fire) – Regie: Howard Hawks
- 1943: Der 7. Dezember (December 7th)  – Regie: zusammen mit John Ford
- 1946: Der Held des Tages (The Kid from Brooklyn) – Regie: Norman Z. McLeod
- 1946: Onkel Remus’ Wunderland (Song of the South) – Regie: Harve Foster
- 1946: Die besten Jahre unseres Lebens (The Best Years of Our Lives) – Regie: William Wyler
- 1947: Jede Frau braucht einen Engel (The Bishop’s Wife) – Regie: Henry Koster
- 1948: Die tollkühne Rettung der Gangsterbraut Honey Swanson (A Song Is Born) – Regie: Howard Hawks
- 1948: Betrogene Jugend (Enchantment) – Regie: Irving Reis